# Makah

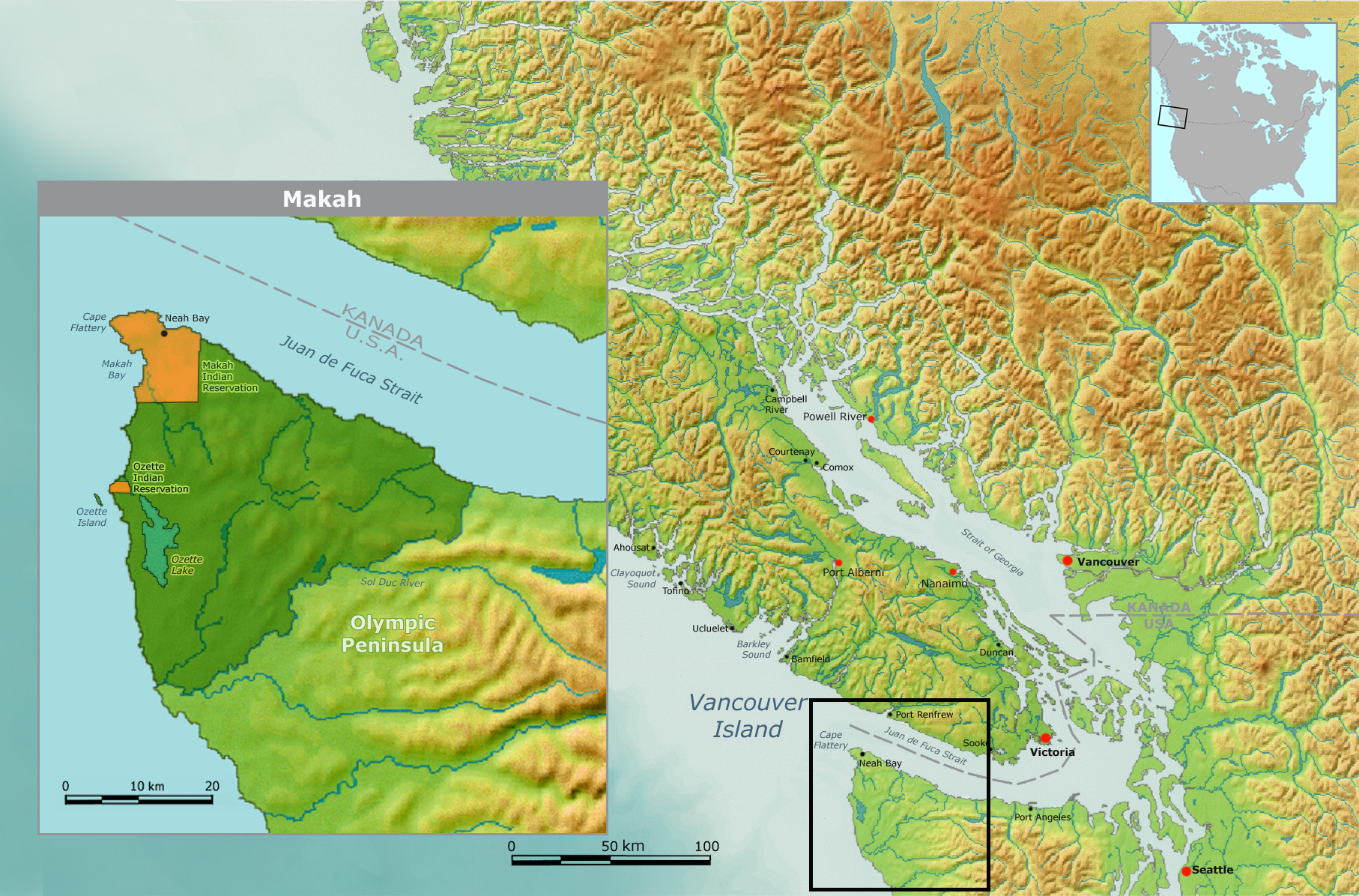
Traditionelles Territorium der Makah und Ozette, sowie heutige Reservationen

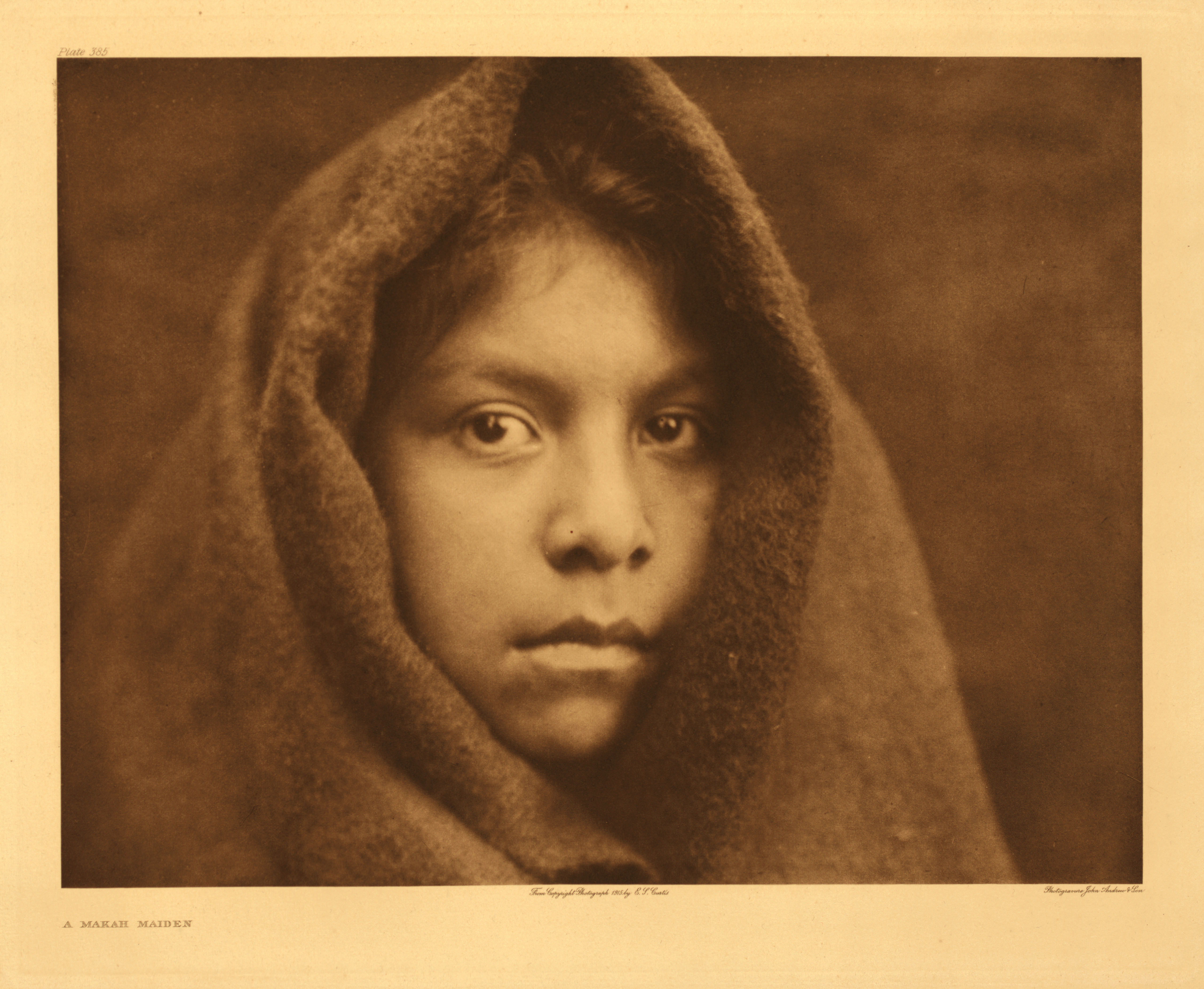
Mädchen der Makah, Edward Curtis, 1916

Die Makah sind ein Indianerstamm im Nordwesten des US-Bundesstaates Washington. Sie gehören zur Stammesgruppe der Nuu-chah-nulth, die sonst nur auf Vancouver Island in Kanada leben. Im Jahr 2003 waren nach Informationen des U.S. Department of the Interior 2.492 Menschen als Angehörige des Makah-Stamms eingetragen. In Neah Bay leben etwa 1.500 von ihnen.
Die Makah nennen sich selbst „Kwih-dich-chuh-ahtx“ (Qwidiččaʔa·tx̌), was „Das Volk, das an den Felsen und bei den Seemöwen lebt“ heißt. Der Name Makah wurde ihnen von ihren Nachbarn, den Klallam beigelegt und bedeutet „großzügig mit dem Essen“.
Früher lebten die Qwidiččaʔa·tx̌ ausschließlich vom Fisch- und Walfang, dazu kamen Beeren und Wurzeln. 1855 schlossen sie einen Vertrag mit der US-Regierung („Treaty with the Makah“), der ihren Landbesitz auf die heutige Größe einschränkte und ihnen ein Reservat zuwies, ihnen allerdings auch das Recht auf Robbenjagd und Walfang zusicherte.

## Sprache
Die Makah sprachen früher eine heute ausgestorbene Wakash-Sprache. Der letzte, der diese Sprache fließend beherrschte, starb im August 2002 im Alter von 100 Jahren.

## Legende
Die Makah pflegen zahlreiche Legenden und Mythen, eine davon ist die der drei wichtigsten Tiere:
„Die drei mächtigsten Tiere unserer Mythologie sind Donnervogel, Wolf und Wal. Die Orcas sind die Wölfe der Meere und deren Ruf ist das Echo der Rufe der Wölfe. Donnervogel war der erste Walfänger. Er war ein riesiger Vogel, so groß, dass sein Flügelschlag Donner und Sturm hervorbrachte und  mit dem Schließen und Öffnen seiner Augen machte er Blitze. Eines Tages tauchte ein Orca, ein Killerwal, auf und brachte den Menschen viel Leid. Da verließ der Donnervogel seine Höhle und packte den Orca, als dieser an die Wasseroberfläche kam um zu atmen, und trug ihn fort. Sie kämpften dreimal, dreimal bebte die Erde. Aber der Vogel besiegte das Raubtier des Meeres.“
Eine andere Geschichte erzählt von der Kupferfrau, von der die Vorfahren der Makah abstammen. Sie glaubten, die Weisheit eines Volkes müsse immer durch die Frauen überliefert werden, weil sie den Mut haben, sich an die Wahrheit zu halten. Kupferfrauentöchter erkennt man an den roten Haaren und grünen Augen. Die grünen Augen sind das Zeichen für eine alte Seele, die'neugeboren' wurde.

## Besonderheiten der Kultur gegenüber den übrigen Nuu-chah-nulth
Gesichtsbemalung war bei allen Nuu-chah-nulth-Stämmen stark verbreitet. Doch die Ende des 18. Jahrhunderts als ungewöhnlich „wild“ geltenden Makah tätowierten ihre Kinder auch. So erhielten die Mädchen Tätowierungen an Waden, Unterarmen und Händen, die Jungen nur an den Händen.
Die Korbflechterei der Makah stand auch um 1900 noch in hoher Blüte.

## Geschichte

### Frühgeschichte

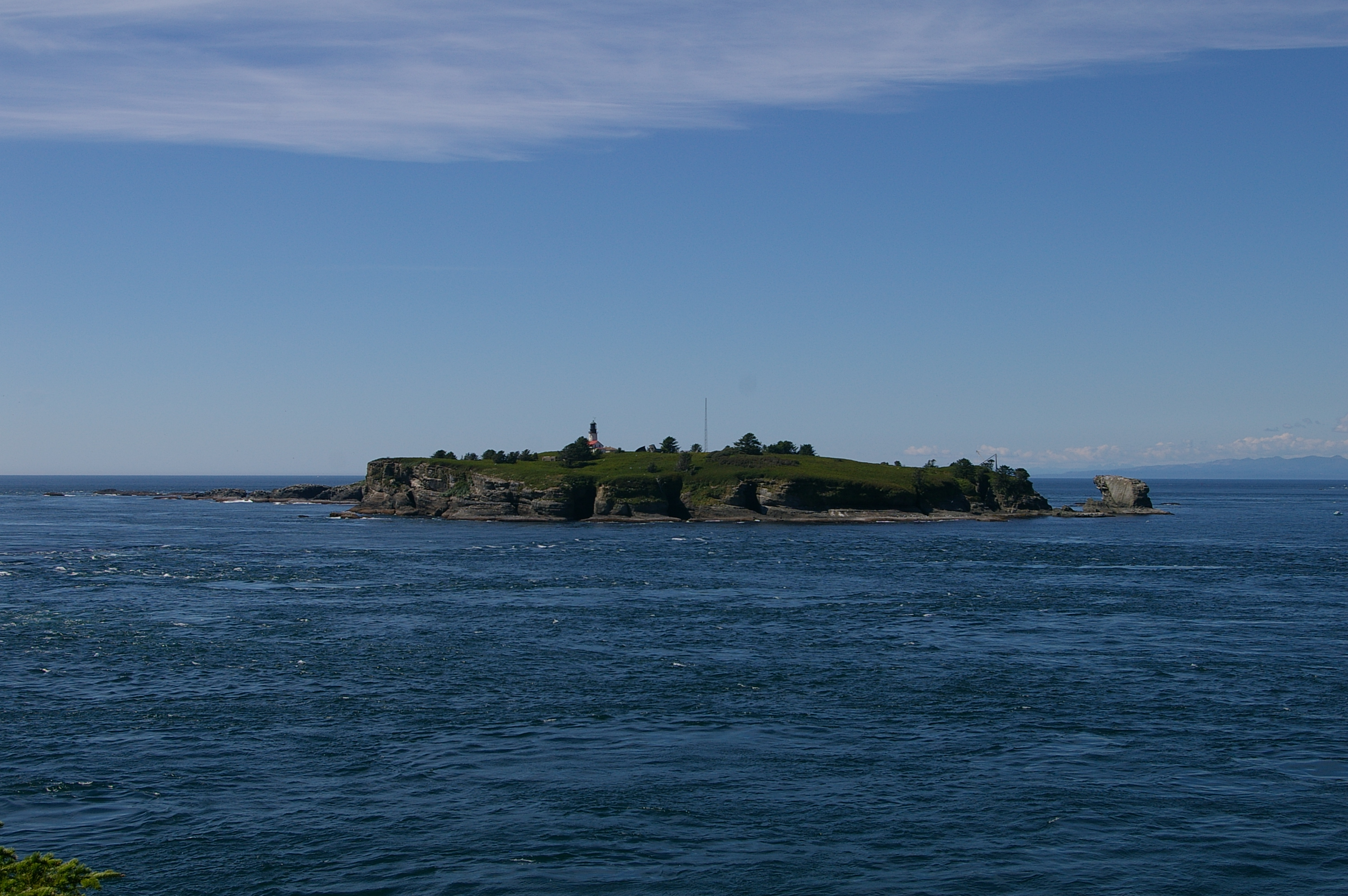
Die nach einem Ende des 18. Jahrhunderts lebenden Makah-Häuptling Tutussi benannte Tatoosh-Insel

Die Makah bewohnten vor 1800 fünf Orte dauerhaft. Diese Orte entlang der Küste waren Waatch, Sooes, Deah, Ozette und Bahaada. Ihr Stamm war vergleichsweise groß, wenn auch die Schätzungen mit 2.000 bis 4.000 weit auseinander liegen. Viele Orte wurden nur im Sommer bewohnt, wie Kidickabit, Archawat, Hoko, die Tatoosh-Insel, der Ozette River und der Ozette Lake.
Die Grabungen in Ozette, das vor 300 Jahren von einer Schlammlawine überrollt wurde, zeigen, dass entlang der Westküste ein Handel bis in den Norden von Vancouver Island und bis nach Oregon und Kalifornien bestand. Rund 55.000 Artefakte haben die Grabungskampagnen von 1966/70 bis 1981 zutage gefördert. Außerdem gibt es hier eine gewisse Konzentration der im Nuu-chah-nulth-Gebiet ungleichmäßig auftretenden Petroglyphen. Schließlich stammt die älteste erhalten Skulptur aus dem Makah-Gebiet (etwa 800 v. Chr.), wenn auch unklar ist, ob die Makah ihre Vorgängerkultur um diese Zeit schon verdrängt hatten.
Unklar ist, wie lange vor etwa 1500 die Makah, die von Vancouver Island kamen, um Cape Flattery ansässig wurden. Ihre vergleichsweise isolierte Lage bedingte, dass sich bei ihnen ein stärkeres Eigenbewusstsein als zusammengehörige Gruppe ausbildete – daher versklavten sie niemals Angehörige der Makah – und dass sie unter den ethnischen Gruppen im Nordwesten der USA der europäischen Vorstellung eines Stammes noch am nächsten kamen.

### Pelzhandel, Konflikte, Pocken
Ende des 18. Jahrhunderts wurde die gesamte Nordwestküste zum wichtigsten Gebiet der europäischen Pelzhändler. 
Der erste Kontakt fand durch den britischen Händler Charles Duncan, im Makah-Dorf Classet, und John Meares in den Jahren 1787 und 1788 statt. Zu dieser Zeit war Tatoosh (Tutusi) der Häuptling der Makah. Die Spanier versuchten in Neah Bay eine Handelsstation einzurichten, doch wurden diese Pläne nach 1790 aufgegeben, der Handelsposten 1792 verlassen. Meares' Schiff wurde am 29. Juni 1788 von Makah unfreundlich empfangen. Sie waren in Fischotterfelle gekleidet, hatten ihre Gesichter mit rotem und gelbem Ocker bemalt. Ihre Kanus trugen 20 bis 30 Krieger, die mit Pfeil und Bogen, aber auch mit Lanzen bewaffnet waren. Häuptling Tatoosh ließ sie an Land kommen, und er beeindruckte Meares durch sein glänzend schwarzes Gesicht. Er teilte ihm mit, dass hier die Macht des Häuptlings Wickaninnishs ende und sein Gebiet beginne, zugleich verweigerte er die sonst üblichen Gegengeschenke. Wenige Tage später kam es zu einem Angriff auf eines der Boote. Handel kam unter diesen Umständen nicht zustande.
1789 erschien der Bostoner Robert Haswell und beschrieb erstmals den Ort Neah Bay, dessen Name auf das Makah-Dorf Deah zurückgeht. 1790 handelten die Makah mit dem Spanier Manuel Quimper, mit dem es wegen eines Übergriffs auf eine Makahfrau zu Auseinandersetzungen kam. Angeblich soll eine Machtdemonstration der Spanier Häuptling Tutusi veranlasst haben, mit den Spaniern friedlichen Umgang zu pflegen. Im folgenden Jahr erschien Francisco de Eliza bei den Makah, und er tauschte 20 Kinder gegen 33 Kupferstücke ein.
Beim Handel spielten die Amerikaner im Gebiet der Makah eine erheblich größere Rolle als die Briten, Spanier oder Russen. Robert Gray und John Kendrick waren 1788 wohl die ersten Pelzhändler, 1788–94 erreichten bereits 15 US-Schiffe die Region um den Clayoquot Sound, 1795–1804 gar 50 und selbst von 1805 bis 1814 waren es noch 40, während in den beiden letzteren Jahrzehnten nur 9 bzw. 3 britische Schiffe hier auftauchten.
Doch 1792 war es den Spaniern, die eine kleine Handelskolonie bei „Núñez Gaona“ (Neah Bay) angelegt hatten, unter der Führung des Juan Francisco de la Bodega y Quadra gelungen, großes Ansehen bei den Nuu-chah-nulth zu erringen. Seinem diplomatischen Geschick war es zu verdanken, dass England für Jahrzehnte von der Kolonisierung der Nordwestküste abließ. In Neah Bay selbst kam es jedoch zu Konflikten mit dem spanischen Kommandanten Salvador Fidalgo, der bereits das Beurteilungsrepertoire der meisten Europäer zusammenfasste, indem er die Makah als „kriegerisch, hinterhältig und diebisch“ bezeichnete – offenbar ohne jeden Sinn für die Perspektive der von ihrem harschen militärischen Vorgehen Betroffenen.
Schon Ende des 18. Jahrhunderts erreichten jedoch die von Europäern eingeschleppten Epidemien auch die Makah, deren Zahl drastisch fiel. 1805–1806 schätzte man ihre Zahl noch auf rund 2.000, 1853 schätzte der Anthropologe George Gibbs ihre Zahl nur noch auf 500. Der Observer of Indians James Swan zählte 1861 genau 654 Makah, 1905 zählte man nur noch 435, 1937 gar nur noch 407. 1950 waren es allerdings wieder 550. Das entspricht in etwa den Erfahrungen anderer Gruppen, bei denen die ersten Pockenepidemien zunächst mindestens jeden zweiten Menschen töteten, woraufhin die soziale Desintegration die Bevölkerungszahl weiter schwinden ließ. 1853 mussten sie wegen einer besonders heftigen Pockenepidemie das Dorf Bahaada aufgeben. Diese Epidemie hatten Makah aus Kalifornien eingeschleppt.
Damit waren sie allerdings vergleichsweise spät mit der tödlichen Krankheit in Kontakt geraten, was darauf zurückzuführen ist, dass der Fischotter, das von Europäern so begehrte Handelsgut, praktisch ausgerottet war. Daher blieben die Besuche der Europäer und Amerikaner schon nach wenigen Jahren wieder aus. Erst mit der Einrichtung von Fort Nisqually am Südende des Puget Sound (1833), handelten Makah wieder mit Europäern, diesmal mit den Briten der Hudson’s Bay Company (HBC).
Als im Januar 1833 drei schiffbrüchige Japaner, die einzig Überlebenden einer 14-köpfigen Besatzung, die in einen Taifun geraten war, vor der Küste landeten, wurden sie von den Makah gesundgepflegt, jedoch als Sklaven dabehalten. Als dem Kapitän eines Handelsschiffs der HBC dies zu Ohren kam, meldete er es in Fort Vancouver. Ein Schiff holte die drei Japaner und versuchte sie nach Japan zurückzubringen, doch Japan verweigerte jedem fremden Schiff die Landung, so dass die drei in China leben mussten. Um 1840 strandete ein russisches Schiff bei den Makah.

### Vertrag von Neah Bay, Reservat, Missionierung
1846 hatte der Grenzvertrag zwischen den USA und Großbritannien das Gebiet der Makah den USA zugesprochen. Am 31. Januar 1855 handelten sie mit dem Gouverneur des Territoriums Washington Isaac Ingalls Stevens den Vertrag von Neah Bay aus. Sie verzichteten im Gegenzug zum Erhalt ihrer Wohn-, Jagd- und Sammelrechte auf 300.000 Acre Land. Ihr Reservat umfasste nun 27.265 Acre, das der Ozette um Kap Alava 709 Acre. 1859 ratifizierte der Kongress das Abkommen. Bereits 1862 erweiterte der Indianeragent von Neah Bay, Henry A. Webster, das Reservat befristet, 1869 forderte er die dauerhafte Erweiterung. 1871 begannen ehemalige Angestellte, im Reservat Claims abzustecken. Am 26. Oktober 1872 sowie am 2. Januar und 21. Oktober 1873 wurde das Reservat vergrößert. Doch widersetzten sich die Makah erfolgreich den Plänen, aus ihnen Bauern zu machen. Auch kam es hin und wieder zu kriegerischen Konflikten mit benachbarten Stämmen, aber auch mit den ebenfalls Südliches Wakash sprechenden Ditidaht (Nitinaht) und die zu den Northern Straits Salish zählenden T'sou-ke (Sooke) auf dem kanadischen Vancouver Island. Die weiter südlich lebenden Ozette erhielten erst 1893 ein Reservat.
Ähnlich wie die Nuu-chah-nulth (Nootka) in Kanada wurden die Makah missioniert, ihre Kinder in Schulen untergebracht, die ihnen den Gebrauch ihrer Sprache und die Grundlagen ihrer Kultur entzogen. Daher ist die Sprache der Makah beinahe ausgestorben. Im Reservat bestand eine Polizeitruppe und 1882 entstand ein Indianergericht (Indian court). Der örtliche Indianeragent Harry A. Websteer musste 1869 in die Hauptstadt Washington reisen, um sich gegen den Vorwurf, er habe auf eigene Rechnung im Laden mit Pelzen und Fett von Katzenhaien (dogfish oil), eine Art Schmierstoff, gehandelt.

### Wirtschaftliche Erfolge, Straßenanbindung, Fangverbote

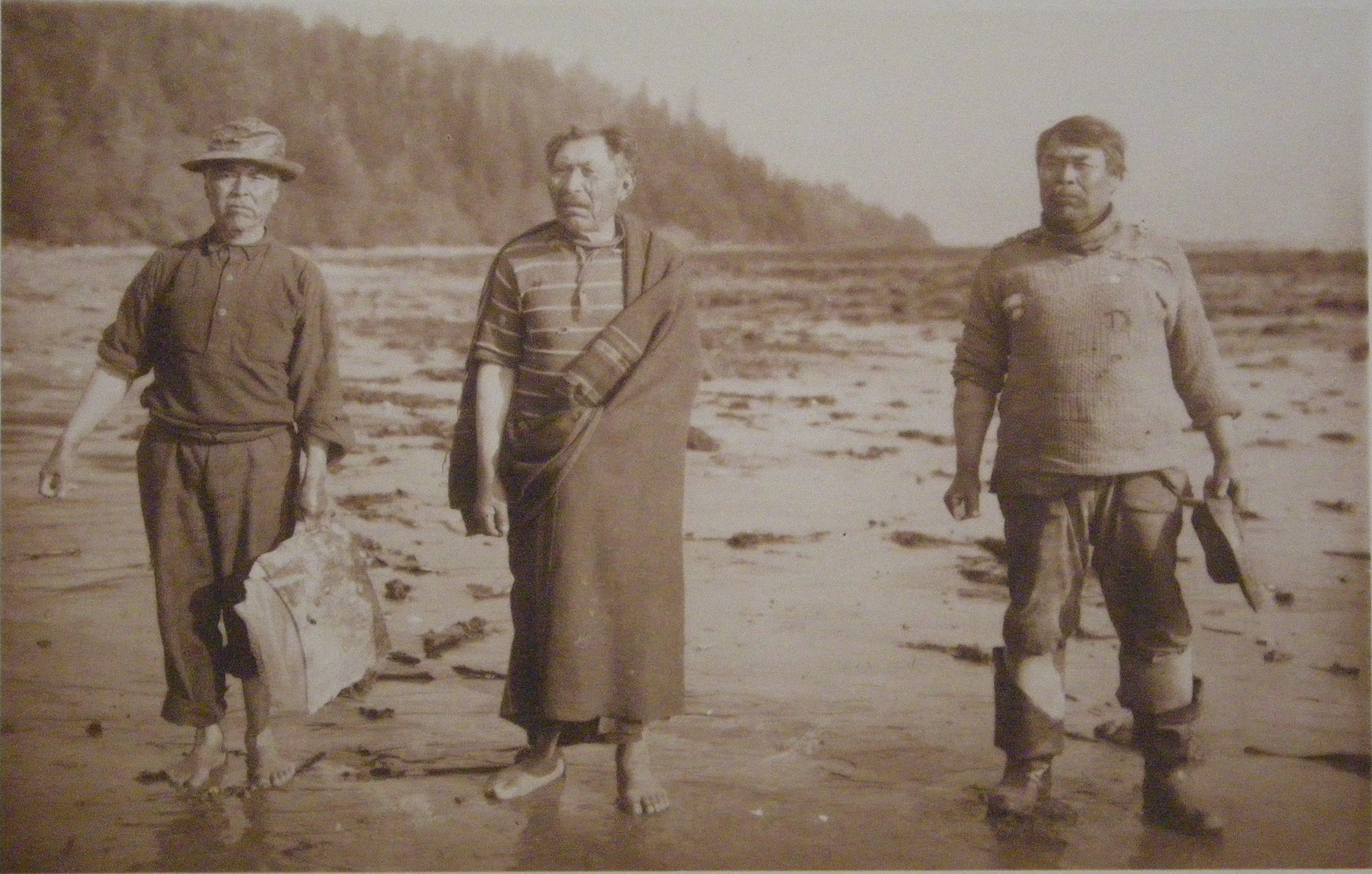
Makah-Walfänger, 1910

Zunächst gelang es den Makah, bei weißen Schiffseignern anzuheuern und Robben zu jagen (ab etwa 1880), doch Ende des 19. Jahrhunderts besaß der Stamm eigene Schiffe und engagierte weiße Robbenfänger. Die Privatisierung des Stammesgebiets begann erst 1907, wobei jeder Makah 10 Acre bekam.
1931 wurde die relative Isoliertheit durch die Fertigstellung einer Küstenstraße aufgehoben. In den 50er Jahren folgten Auseinandersetzungen mit der Regierung um Fisch- und Robbenfangrechte, zudem sahen sich die Makah um ihre Rechte gebracht, seit die Anrainerländer des Pazifik Fangverbote zum Schutz bestimmter Arten ausgesprochen hatten, ohne für Kompensation zu sorgen. 1984 erhielten die Makah stattdessen Waadah und Tatoosh Island zurück.

### Indian Reorganization Act, Wiedergutmachung
1934 stimmten die Makah mehrheitlich für eine Annahme des Indian Reorganization Act, der eine begrenzte Selbstregierung unter gewählten Führern vorsah. Der wichtigste Grund, warum die Makah das Gesetz akzeptierten, war, dass das Trust Land vor Entfremdung geschützt bleiben sollte. So konnten sie verhindern, dass die besten Grundstücke und Fangstellen an kapitalstarke Weiße verkauft wurden. 1936 und 1937 erhielten sie eine Verfassung und eine Charta. Ihr erster Chairman war Maquinna Jongie Claplanhoo. Der Stammesrat, der Makah Tribal Council, bestand aus fünf Angehörigen, die für jeweils drei Jahre mit sich überlappenden Amtszeiten gewählt wurden.
Der Stamm klagte gegen die USA, weil diese 1912 in Absprache mit Kanada, Japan und Russland zu einem Abkommen gelangt waren, das den Schutz von Robben und Ottern vorsah. Damit war ihnen der Fang dieser Tiere, der ihnen im Vertrag von 1855 zugesichert worden war, verboten. 1924 einigten sich die USA zudem mit Kanada über ein Programm zum Schutz des Heilbutts. Der Oberste Gerichtshof stellte sich auf den Standpunkt, dass zum Schutz der Natur jeder Bürger der USA solche Eingriffe hinnehmen müsse. Am 15. April 1959 schloss sich die Indian Claims Commission, die für die Ansprüche der Indianer zuständig war, diesem Standpunkt an. Der Court of Claims kam zum gleichen Urteil. Darüber hinaus mahnten die Richter aber auch an, dass die Frage, ob es zu einem Bruch des Vertrages von 1855 gekommen sei, niemals gekommen war – es war also nicht zu illegaler Fischerei gekommen –, da die versprochene Fischereiausrüstung niemals geliefert worden war.
Gegen die Entscheidung vom 15. Oktober 1976, die den Makah dafür 29.734,60 Dollar zugestanden hatte, klagte der Stamm und am 4. Mai 1977 kam es zu einer erneuten Verhandlung. 1984 erhielten die Makah als Kompromisslösung (compromise settling) die Inseln Waadah und Tatoosh von der Regierung durch einen Gesetzesakt (per public law) zurück (Entscheidung vom 14. Mai 1984).

## Aktuelle Situation
In den 1990er Jahren versuchten Walfangunternehmen und Lobbyisten, vor allem Japaner, gezielt die Rechte der Makah auf Waljagd zu stärken, um ihre eigenen Ziele zu verfolgen. Doch nach der Tötung eines Wals 1999 verboten US-Gerichte die Jagd. Im Mai 2005 erhielten die Makah vom IWC eine Walquote zugesprochen. Am 8. September 2007 töteten fünf Makah – allerdings ohne Erlaubnis und entgegen der Tradition – einen Grauwal mit einer großkalibrigen Waffe. Die Küstenwache griff ein, doch der Grauwal starb. Der Stammesrat verurteilte das Vorgehen der fünf Männer. Ihnen drohen Gefängnisstrafen bis zu einem Jahr und 100.000 Dollar Geldbuße. Im Januar 2008 standen die Täter vor einem Stammesgericht, im März vor einem staatlichen Gericht. Der Stammesrat fürchtete, dass die beinahe erreichte Genehmigung zur Waljagd damit auf Eis gelegt würde. Dennoch ist der Ende 2007 gewählte Häuptling Micah McCarty optimistisch, dass die Walquote Ende 2009 oder Anfang 2010 erneut zugeteilt wird, die wohl die Tötung von 20 Tieren in fünf Jahren gestatten wird. Im Juni 2008 wurden drei der fünf Waljäger zu Bewährungsstrafen, die beiden Anführer zu drei bzw. fünf Monaten Gefängnis verurteilt.

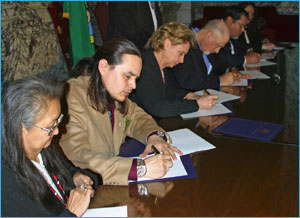
Die Gouverneurin von Washington und Angehörige der Küstenstämme unterzeichneten 2006 einen Vertrag

Bereits 2006 hatten die Regierung von Washington, die Northwest Indian Fisheries Commission und die Vertreter von vier Stämmen der Nordwestküste, nämlich der Quinault, Hoh, Quileute und Makah, einen Vertrag geschlossen, der einen Rat gründen sollte. Dieses Gremium sollte zwischen den Regierungen der Stämme und der Washingtons die Verwaltung der Küstengewässer auf eine neue Basis stellen.
Wirtschaftlich ist der Fischfang weiterhin von größter Bedeutung, wobei der Stamm inzwischen eine eigene Fischfabrik betreibt. Dabei war die Region immer wieder von Ölanschwemmungen betroffen, so dass die Strände gereinigt werden mussten. Holzeinschlag spielt auf dem Gebiet des Reservats keine bedeutende Rolle mehr, da der überwiegende Teil der Wälder längst abgeholzt ist.
Der National Park Service unterstützt die Makah beim Handel mit den seltenen Olivella-Muscheln, die früher nur zu besonderen Anlässen getragen wurden.
Bereits im Sommer 1952 hatten einige der Älteren (Elders) eine Schule gegründet, in der traditionelle Techniken, wie das Bearbeiten von Kanus erlernt werden konnten. Bereits seit Anfang der 20er Jahre unterrichten die Makah ihre eigene Sprache.